# Greatest Hits (Ray Parker Jr., 1982)
Greatest Hits è la prima raccolta dedicata al musicista statunitense Ray Parker Jr., pubblicata dalla Arista Records nel 1982.

## Il disco
Dopo lo strepitoso successo di The Other Woman, la Arista Records decide di pubblicare la prima raccolta dedicata a Ray Parker Jr. e ai suoi Raydio. L'antologia include, inoltre, due brani inediti, Bad Boy (#6 US R&B) e The People Next Door (#60 US R&B).
Nel 1993, questa tracklist verrà aggiornata per la pubblicazione di un'ulteriore raccolta dallo stesso titolo.

## Tracce

### Lato A
1. The Other Woman - 4:03 -  (Ray Parker Jr.)
2. You Can't Change That - 3:22 -  (Ray Parker Jr.)
3. Let Me Go - 4:10 -  (Ray Parker Jr.)
4. A Woman Needs Love (Just like You Do) - 3:56 -  (Ray Parker Jr.)
5. Jack and Jill - 4:34 -  (Ray Parker Jr.)

### Lato B
1. Bad Boy - 4:10 -  (Ray Parker Jr.)
2. Two Places at the Same Time - 3:49 -  (Ray Parker Jr.)
3. For Those Who Like to Groove - 4:28 -  (Ray Parker Jr.)
4. That Old Song - 4:07 -  (Ray Parker Jr.)
5. The People Next Door - 4:26 -  (Ray Parker Jr.)

## Musicisti
- Ray Parker Jr. - batteria, basso, piano, chitarra, sintetizzatore, cantante solista e voce
- Charles Green - sassofono
- Ollie E. Brown - percussioni
- Anita Sherman - voce
- J.D. Nicholas - voce
- Arnell Carmichael - cantante solista e voce
- Darren Carmichael - cantante solista e voce
- Jack Ashford - tamburello
- Valerie Jones - voce
- Larry Tolbert - batteria
- Sylvester Rivers - piano
- Jerry Knight - cantante solista e voce
- Francie Pearlman - voce
- Ron Brown - voce
- Deborah Thomas - voce
- Gene Page - archi

## Curiosità
- Per la distribuzione tedesca, la collezione fu rinominata The Very Best of Ray Parker Jr.